# 长治航空俱乐部旧址
长治航空俱乐部旧址，位于山西省长治市屯留区麟绛街道沙家庄村，是中华人民共和国山西省文物保护单位之一。
2021年8月4日，长治航空俱乐部旧址公布为第六批山西省文物保护单位，近现代类，编号6-324，年代为1958年。